# Avenidas Kingston y Throop (línea de la Calle Fulton)
Las Avenidas Kingston y Throop es una estación en la línea de la Calle Fulton del Metro de Nueva York de la división B del Independent Subway System. La estación se encuentra localizada en Weeksville, Brooklyn entre la Calle Fulton y las avenidas Kingston y Throop. La estación es servida en varios horarios por los trenes del Servicio  y .